# Jerzy Dobrzycki
Jerzy Dobrzycki  (8 avril 1927 – 1er février 2004) est un astronome polonais. 
Avec Andrzej Kwiek, il a découvert l'astéroïde (1572) Posnania le 22 septembre 1949.